# 레뷰코퍼레이션
주식회사 레뷰코퍼레이션(영어: RevuCorporation)은 대한민국의 글로벌 인플루언서 플랫폼 기업이다.

## 역사
2014년 옐로모바일에서 옐로스토리로 분할 설립 되었으며,2022년 3월 키움PE와 한국투자파트너스PE가 BNW인베스트먼트가 보유한 레뷰코퍼레이션의 지분 68%를 인수하였다.